# Enrico Brunetti
Enrico Adelelmo Brunetti (Londres, 22 de maio de 1862 - Londres, 21 de janeiro de 1927) foi um músico e entomólogo britânico. 
Enrico Brunetti nasceu em Londres, de mãe inglesa e pai de origem italiana, pasteleiro e importador de vinhos e que dirigia um restaurante em South Kensington. Músico de profissão, Enrico Brunetti foi compositor de orquestra e pianista. Passava o tempo livre a estudar entomologia, especialmente Diptera. Em 1904 realizou uma volta musical pelas Índias Orientais Holandesas, China e Japão fazendo extensas coleções de insetos nas suas viagens. Mais tarde fixou-se em Calcutá, onde permaneceria durante 17 anos. Passou os seus verões em Darjeeling e escreveu muitos artigos nas Atas do Museu da Índia. Trabalhou brevemente como Superintendente Auxiliar no Museu da Índia com honorários que iam de 30 a 300 libras esterlinas anuais. Por sugestão de Thomas Nelson Annandale foi-lhe concedida permissão para ir a Inglaterra para rever o seu trabalho nos dípteros indianos com material que usava no Museu Britânico. Para esta tarefa, o Governo da Índia Britânica aprovou 300 libras esterlinas para o período de um ano. Em 1921 regressou à Europa, passando os verões em Inglaterra, onde o Gabinete Imperial de Entomologia o empregou para identificar espécimenes. Os invernos passava-os em Paris e Bruxelas. Trabalhou durante longos períodos nos dípteros britânicos. Ficou doente durante um inverno em Paris em 1926-27 e faleceu num hospital de Londres.
Antes de falecer, Brunetti doou a sua coleção de 80 000 exemplares e a sua biblioteca ao Museu de História Natural de Londres. Este museu também tem os seus manuscritos (56 cartas e dois volumes manuscritos encadernados em relação com os dípteros de África e Australásia.
O género Psychodidae, Brunettia Annandale, 1910 foi assim designado por Annandale em homenagem a Enrico Brunetti.

## Obras
Lista parcial
- Revision of the Oriental Tipulidae with descriptions of new species. Rec. Indian Mus. 6: 231-314 (1911).
- New Oriental Nemocera. Rec. Indian Mus. 4: 259-316 (1911).
- Annotated catalog of Oriental Culicidae-supplement. Rec. Indian Mus. 4: 403-517 (1912).
- Critical review of "genera" in Culicidae. Rec. Indian Mus. 10: 15-73 (1914).
- Revision of the Oriental Tipulidae with descriptions of new species. Part II. Rec. Indian Mus. 15: 255-340 (1918).
- Catalogue of Oriental and South Asiatic Nemocera. Rec. Indian Mus. 17: 1-300 Brunetti, E. (1920).
- New Oriental Diptera, I. Rec. Indian Mus. 7: 445-513 (1912).
- New and little-known Cyrtidae (Diptera). Ann. Mag. Nat. Hist. (9)18(107): 561-606 . (1926).

También contribuyó en The Fauna of British India, Including Ceylon and Burma, escribiendo las partes. 
- Diptera 1. Brachycera (1920) - 401 p - 4 pl
- Diptera 2. Nematocera (1912) - xxviii + 581 p - 12 pl
- Diptera 3. Pipunculidae, Syrphidae, Conopidae, Oestridae (1923) 424 p - 83 fig - 5 pl .